# 休斯 (阿肯色州)
休斯（英語：Hughes）是一個位於美國阿肯色州聖弗朗西斯縣的城市。

## 地理
休斯的座標為34°56′59″N 90°28′15″W / 34.94972°N 90.47083°W，而該地的平均海拔高度為63米（即207英尺）。

## 人口
根據2020年美國人口普查的數據，休斯的面積為5.92平方千米，當中陸地面積為5.86平方千米，而水域面積為0.06平方千米。當地共有人口1056人，而人口密度為每平方千米178人。